# Gracixalus carinensis
Espèce
Synonymes
- Ixalus carinensis Boulenger, 1893
- Philautus carinensis (Boulenger, 1893)
- Kurixalus carinensis (Boulenger, 1893)

Statut de conservation UICN

 LC  : Préoccupation mineure
Gracixalus carinensis est une espèce d'amphibiens de la famille des Rhacophoridae.

## Répartition
Cette espèce se rencontre entre 1 250 et 2 000 m d'altitude, ;
- en Birmanie dans l'État Karen ;
- en Thaïlande dans la province de Chiang Mai ;
- au Viêt Nam dans les provinces de Lao Cai et de Lai Chau.

Sa présence est incertaine au Laos.

## Description
Le spécimen de Gracixalus carinensis collecté par Boulenger mesurait 38 mm.

## Étymologie
Son nom d'espèce, composé de carin et du suffixe latin -ensis, « qui vit dans, qui habite », lui a été donné en référence au lieu de sa découverte, les monts Carin en Birmanie (parfois orthographié Karin).

## Publication originale
- Boulenger, 1893 : Concluding report on the reptiles and batrachians obtained in Burma by Signor L. Fea, dealing with the collection made in Pegu and the Karin Hills in 1887–88. Annali del Museo Civico di Storia Naturale di Genova, ser. 2, vol. 13, p. 304–347 (texte intégral).